# Morpholeira oculata
Morpholeira oculata är en tvåvingeart som beskrevs av Carl Fredrik Fallén 1820. Morpholeira oculata ingår i släktet Morpholeira, och familjen myllflugor. Arten har ej påträffats i Sverige.